# Osakeyhtiö
Osakeyhtiö (em sueco:  aktiebolag) literalmente sociedade empresária, é um termo finlandês equivalente ao conceito de sociedade empresária.
A maioria das companhias finlandesas utilizam a sigla Oy no nome da companhia. Se a companhia também adotar a nomeclatura sueca, a ordem das abreviações define a língua principal adotada na empresa: Oy Companhia Ab ou Companhia Oy Ab se o finlandês for a língua principal, ou Ab Companhia Oy ou Companhia Ab Oy se a língua sueca for a principal.